# Conops
Conops là một chi ruồi trong họ Conopidae. Ấu trùng của Conops là loài ký sinh trên loài ong, đặc biệt là ong bumble. Con trưởng thành ăn mật hoa.

## Phụ loài
- Phân chi Conops Linnaeus, 1761

- C. ceriaeformis Meigen, 1824
- C. flavicaudus (Bigot, 1880)
- C. flavipes Linnaeus, 1758
- C. maculatus Macquart, 1834
- C. quadrifasciatus De Geer, 1776
- C. rufiventris Macquart, 1849
- C. silaceus Wiedemann in Meigen, 1824
- C. scutellatus Meigen, 1804
- C. strigatus Wiedemann in Meigen, 1824
- C. vesicularis Linnaeus, 1761
- C. vitellinus Loew, 1847

- Phân chi Asiconops Chen, 1939

- C. aureomaculatus Kröber, 1933
- C. elegans Meigen, 1824
- C. flavifrons Meigen, 1824
- C. insignis Loew, 1848
- C. longiventris Kröber, 1916
- C. weinbergae Camras & Chvála, 1984

Danh sách này không đầy đủ, bạn cũng có thể giúp mở rộng danh sách.

## Hình ảnh

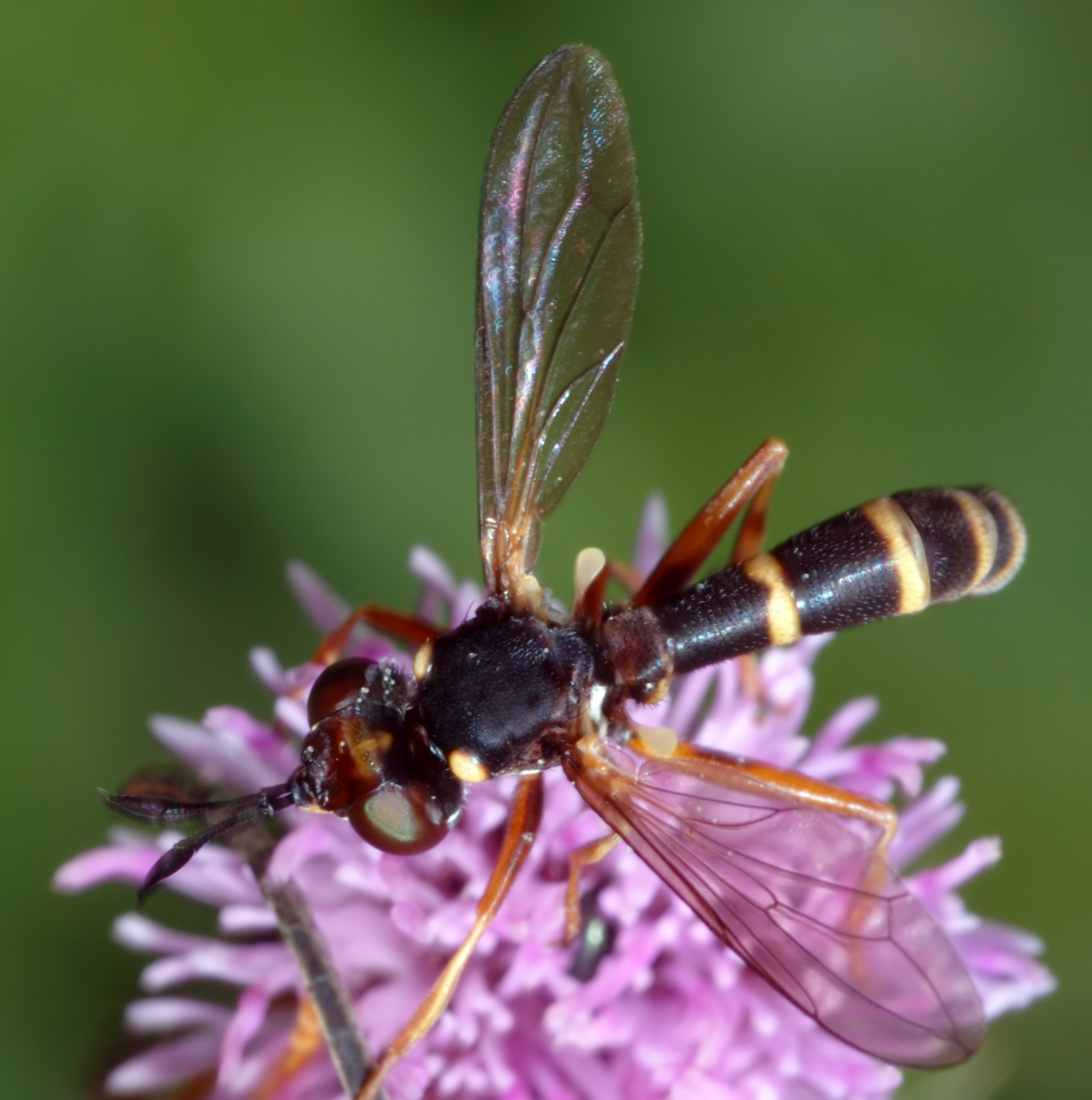
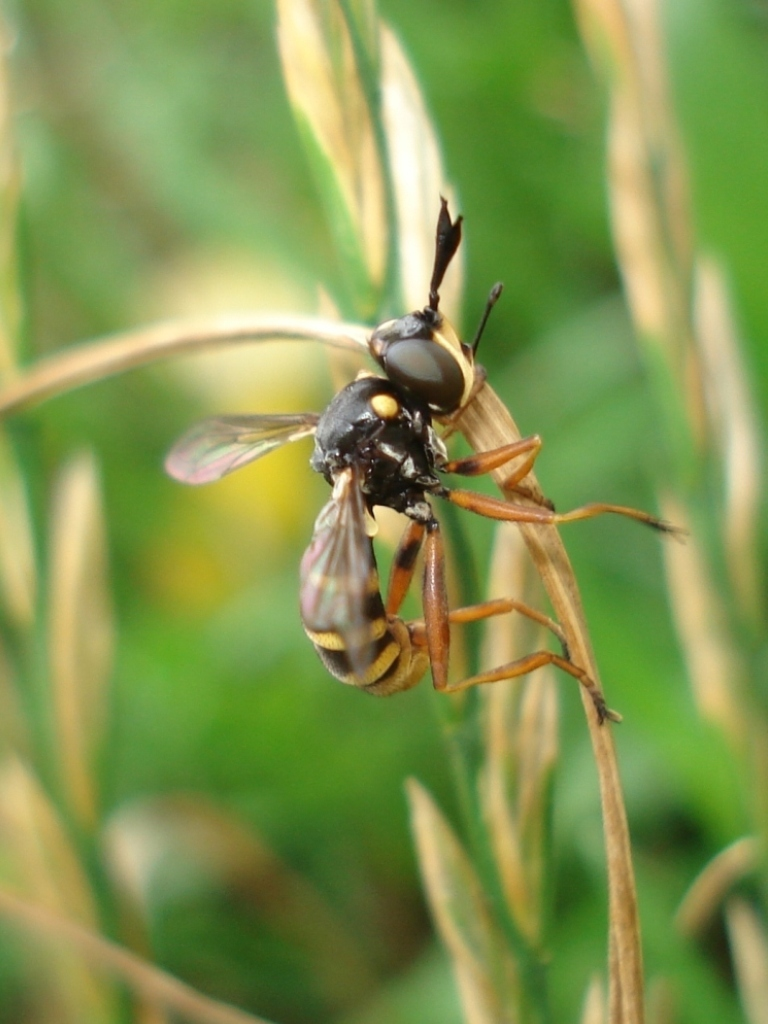
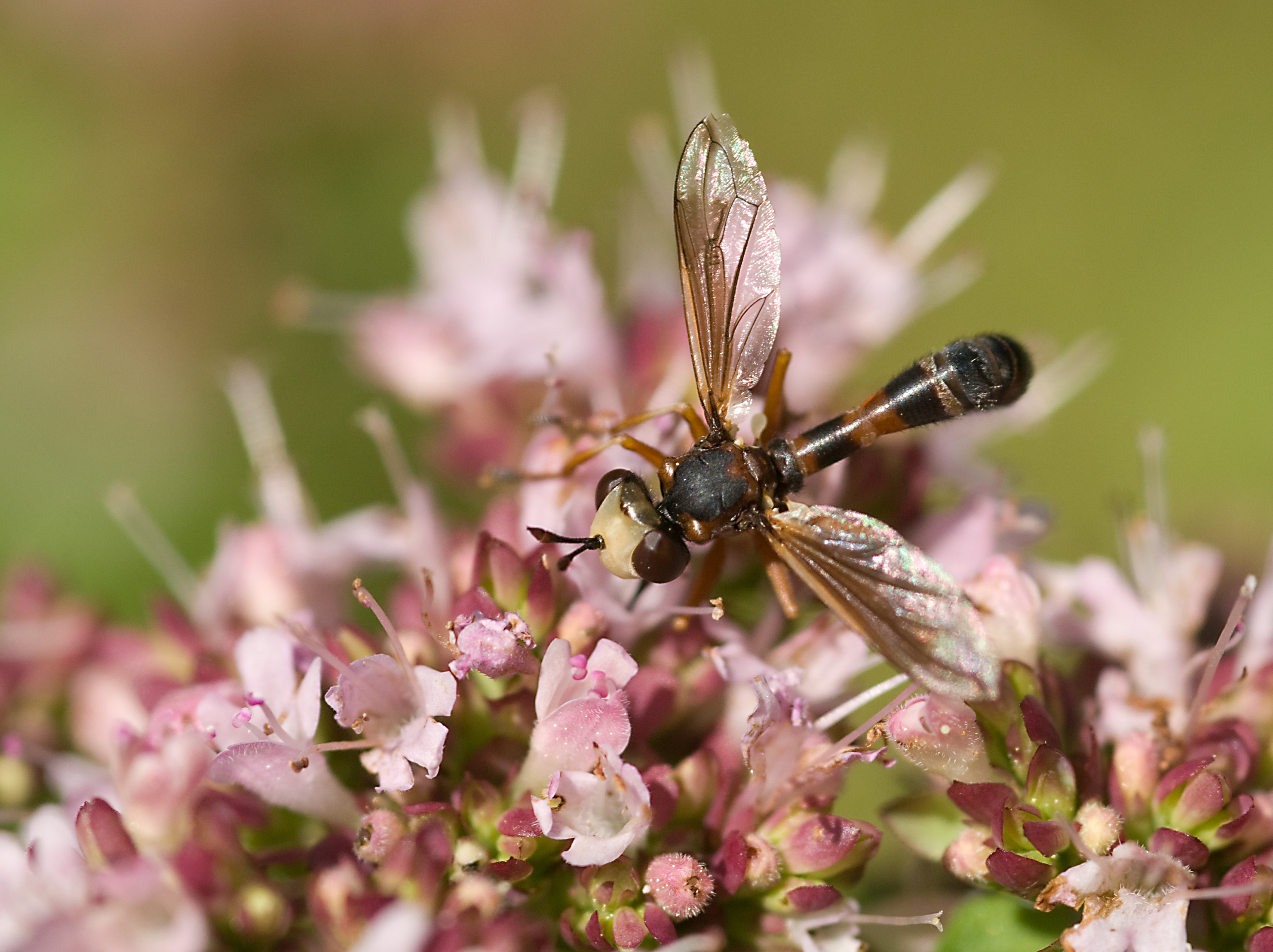